# Guntram Hecht

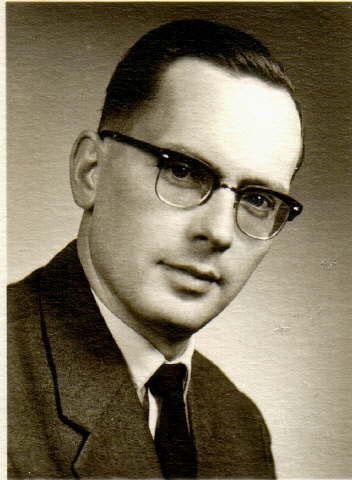
Guntram Hecht (1949)

Guntram Hecht (* 9. Dezember 1923 in Beuthen/Oberschlesien; † 15. März 2018 in Clausthal-Zellerfeld) war ein deutscher Musiklehrer, Organist und Komponist.

## Werdegang
Er absolvierte ein Orgelstudium bei Kantor Rudolph Opitz in Beuthen, Karl Straube in Leipzig und Kantor Walter Schindler in Hannover. Von 1949 bis 1959 wirkte er als Organist in Gehrden/Hannover. Er war Fachberater für Kirchenmusik im Kirchenkreis Ronnenberg und Initiator vieler kirchenmusikalischer Konzerte. Von 1960 bis 1976 gab er zahlreiche Orgelkonzerte für Goethe-Institute in Europa und Übersee, so in Barcelona/Spanien und Valparaíso/Chile. Seit 1976 lebte er in Clausthal-Zellerfeld/Oberharz, wo er eine große Anzahl von Orgelkonzerten als Solist realisiert hat. Er war jahrelang Organist der Paul-Gerhardt-Kirche in Lautenthal im Harz.

## Musik-Schaffen
Schwerpunkt der Interpretation durch Hecht waren Kompositionen von Johann Sebastian Bach, Dietrich Buxtehude, Max Reger, sowie die spanische Renaissance- und Barockmusik (unter anderen Antonio de Cabezón, Juan Cabanilles, Francisco Correa de Arauxo).
Bei seiner Arbeit als Komponist stand im Vordergrund:
- Choralvorspiele für Orgel
- Choralfantasien für Orgel
- Praeludien und Fugen für Orgel
- Passacaglia in d moll
- Werke für Klavier

Diese Kompositionen sind nicht nur als Unterstützung für die Gestaltung des Gottesdienstes oder Werke für Orgelkonzerte als Solist, sondern auch für Orgelschüler gedacht.

## Orgelschüler
Zu seinen besten Orgelschülern zählte der bekannte chilenische Organist Mauricio Pergelier.

## Orgelrestaurierungen
Mit seinen Kenntnissen hatte er Wichtiges beim Bau von neuen Orgeln und  bei Restaurierungsarbeiten von historischen Instrumenten eingebracht. Beispiele hierfür wären Barcelona und die Restaurierung der Orgel der deutsch-evangelischen Pfarrgemeinde in Valparaíso, Chile, gemeinsam mit dem bereits verstorbenen Orgelbauer Detlef Kleuker.

## Aufnahmen (Auswahl)
- Paul Gerhardt Kirche, Lautenthal, Johann Sebastian Bach/Musikverlag Teledis Hannover
- Konzertante Barockmusik/MP-Ediciones, Österreich
- Musik in Harzer Kirchen/MP-Ediciones, Österreich

## Veröffentlichungen seiner Werke
- Kompositionen von Weihnachtsmusik in Vorbereitung